# Tarnowiec (Basse-Silésie)
Pour les articles homonymes, voir Tarnowiec.
Tarnowiec est une localité polonaise de la gmina de Zawonia, située dans le powiat de Trzebnica en voïvodie de Basse-Silésie.